# 頭岩站
頭岩站（韓語：두암역）是朝鮮民主主義人民共和國咸鏡北道茂山郡的一個鐵路車站，属于白茂线。

## 邻近车站
白茂线
延水站 - 頭岩站 - 延上站